# Hüttenberg (Kärnten)
Hüttenberg ist eine Marktgemeinde mit 1275 Einwohnern (Stand 1. Jänner 2024) im Bezirk St. Veit an der Glan in Kärnten, Österreich.
Der Ort ist seit der Antike durch seinen Erzberg bekannt, von dem ein großer Teil des sogenannten Norischen Eisens stammte. Die Eisenverhüttung wurde nach einer ökonömischen Blüte im 19. Jahrhundert Anfang des 20. Jahrhunderts aus wirtschaftlichen Gründen eingestellt.

## Geographie
Das Gemeindegebiet umfasst das obere Görtschitztal an den südwestlichen Ausläufern der Seetaler Alpen. Im Norden grenzt es an die steirischen Gemeinden Mühlen und Obdach, im Osten an Reichenfels, Bad St. Leonhard und Wolfsberg, im Süden an Klein Sankt Paul und im Westen an Guttaring und Friesach.

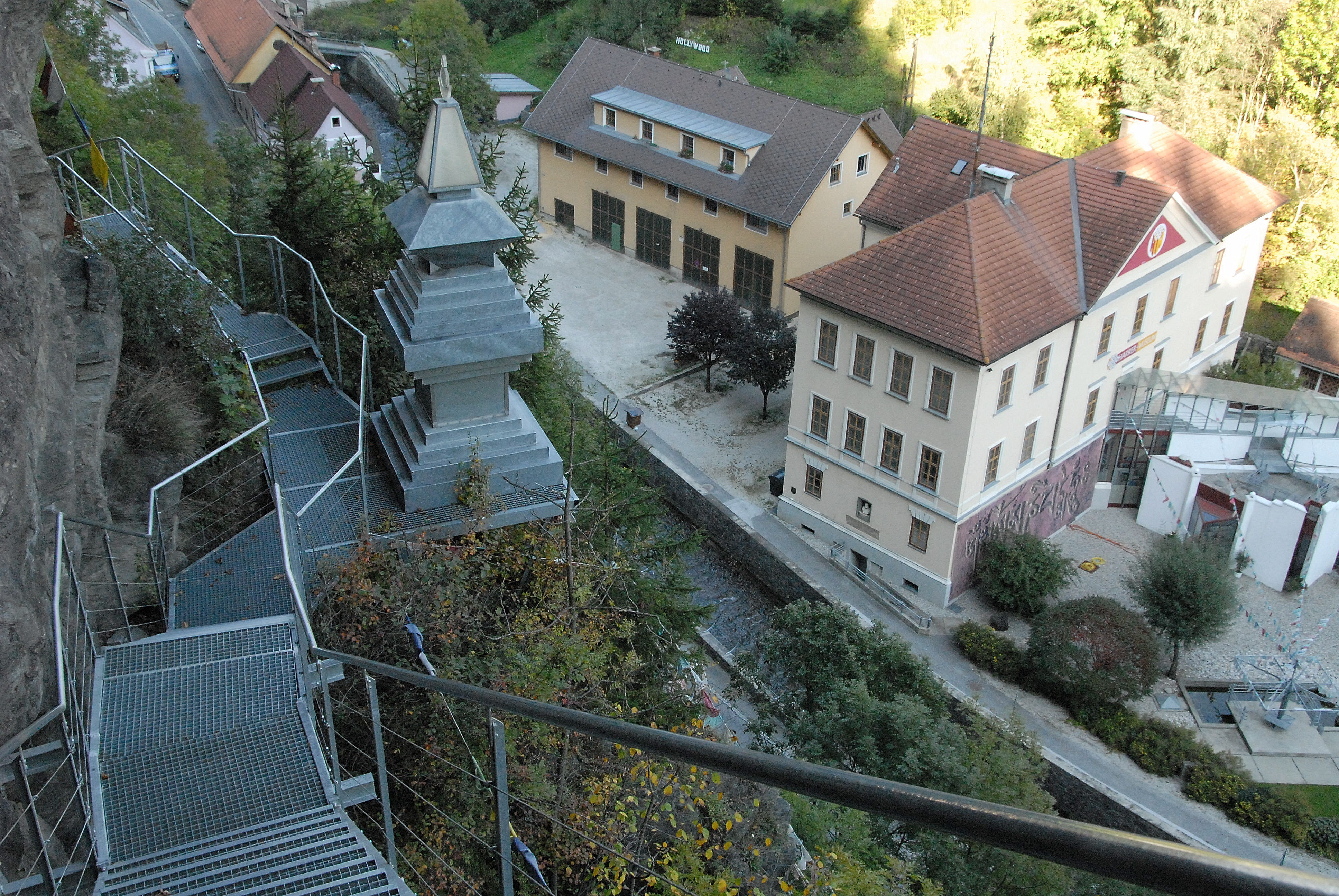
Heinrich-Harrer-Museum, vom Lingkor aus gesehen

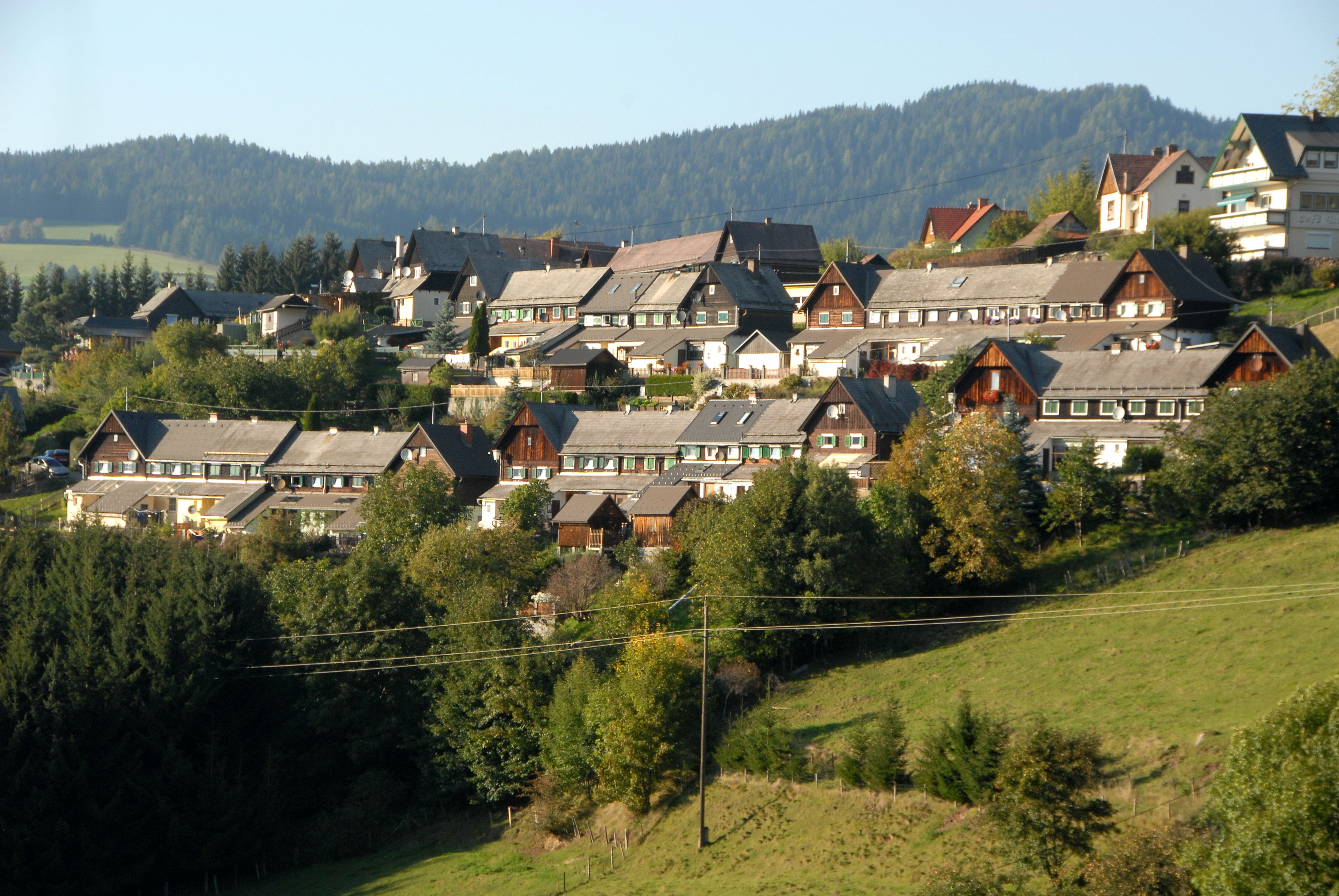
Knappenberg

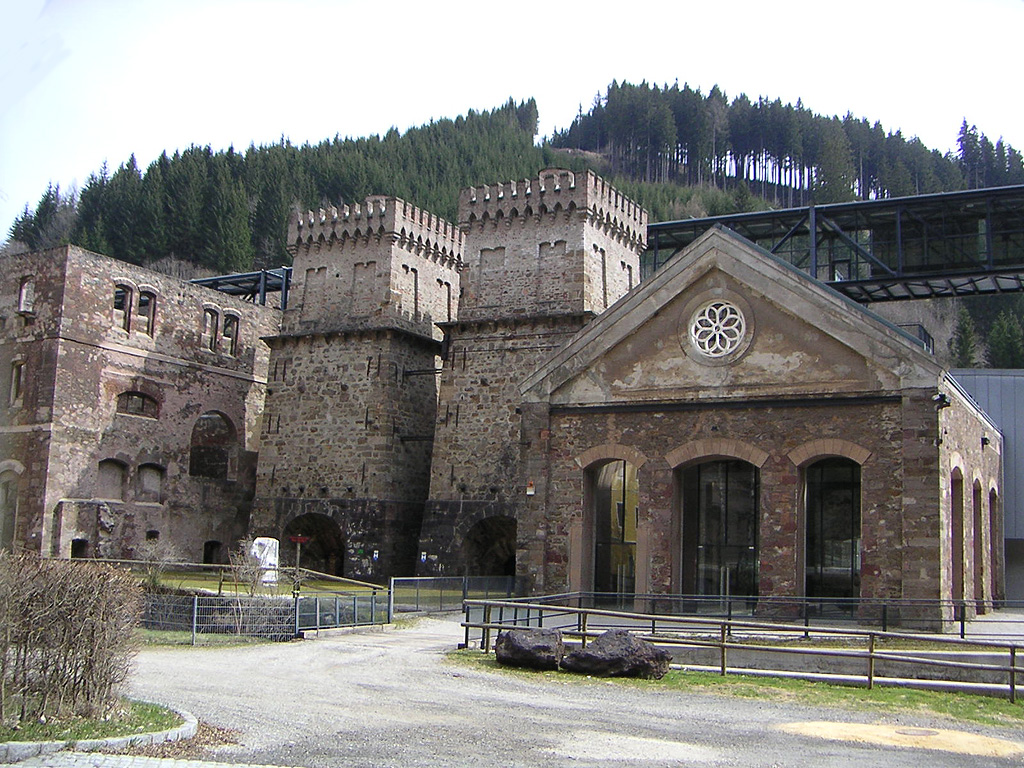
Ruinen der Hochöfen in der Heft

### Gemeindegliederung

#### Katastralgemeinden
Die Gemeinde ist in acht Katastralgemeinden gegliedert:
- Katastralgemeinde Hinterberg
- Katastralgemeinde Hüttenberg
- Katastralgemeinde Knappenberg
- Katastralgemeinde Lölling
- Katastralgemeinde St. Johann am Pressen
- Katastralgemeinde St. Martin am Silberberg
- Katastralgemeinde Unterwald
- Katastralgemeinde Zosen

#### Ortschaften
Das Gemeindegebiet umfasst folgende 21 Ortschaften (in Klammern Einwohnerzahl Stand 1. Jänner 2024):
- Andreaskreuz (2)
- Gobertal (3)
- Gossen (102)
- Heft (11)
- Hinterberg (0)
- Hüttenberg (302)
- Hüttenberg Land (5)
- Jouschitzen (7)
- Knappenberg (212)
- Lichtegg (25)
- Lölling Graben (141)
- Lölling Schattseite (10)
- Lölling Sonnseite (117)
- Obersemlach (13)
- Semlach (12)
- St. Johann am Pressen (113)
- St. Martin am Silberberg (64)
- Stranach (15)
- Unterwald (53)
- Waitschach (6)
- Zosen (62)

#### Zählsprengel
Für statistische Zwecke ist das Gemeindegebiet in sechs Zählsprengel unterteilt:
- 000 Hüttenberg: Die Katastralgemeinde Hüttenberg, mit den Ortschaften Hüttenberg, Hüttenberg Land und Waitschach.
- 001 Knappenberg: Die Katastralgemeinde Knappenberg, mit den Ortschaften Gossen, Heft, Jouschitzen, Knappenberg, Lichtegg und Obersemlach.
- 002 Unterwald: Die Katastralgemeinde Unterwald mit der gleichnamigen Ortschaft, die 1973 von der Gemeinde Guttaring an Hüttenberg angeschlossen wurde.
- 003 St. Martin am Silberberg: Die Katastralgemeinde St. Martin am Silberberg mit der gleichnamigen Ortschaft, die 1973 von der ehemaligen Gemeinde St. Martin am Silberberg an Hüttenberg angeschlossen wurde.
- 004 St. Johann am Pressen: Die Katastralgemeinden St. Johann am Pressen und Zosen mit den gleichnamigen Ortschaften, die 1973 von der ehemaligen Gemeinde St. Johann am Pressen an Hüttenberg angeschlossen wurden.
- 005 Lölling: Die Katastralgemeinde Lölling mit den Ortschaften Lölling Graben, Lölling Sonnseite, Semlach und Stranach, und die Katastralgemeinde Hinterberg mit den Ortschaften Hinterberg und Lölling Schattseite, die 1973 von der ehemaligen Gemeinde Lölling an Hüttenberg angeschlossen wurden.

### Nachbargemeinden
| Mühlen (MU) | Obdach (MT)                                 | Reichenfels (WO)      |
| Friesach    | Kompassrose, die auf Nachbargemeinden zeigt | Bad St. Leonhard (WO) |
| Guttaring   | Klein Sankt Paul                            | Wolfsberg (WO)        |

## Geschichte
Im heutigen Gemeindegebiet wurde schon seit vorrömischer Zeit das wegen seiner Qualität geschätzte „norische Eisen“ (ferrum noricum) abgebaut. Hüttenberg, urkundlich 1266 erstmals erwähnt, war zumindest seit der zweiten Hälfte des 14. Jahrhunderts bereits Markt (als solcher 1367 erstmals bezeichnet). Dem unter der Herrschaft des Salzburger Erzbischofs stehenden Ort wurde 1492 durch Kaiser Friedrich III. ein Marktwappen verliehen.
Hüttenberg konstituierte sich 1850 als politische Gemeinde. 1865 wurde ihr die Ortsgemeinde St. Martin am Silberberg angeschlossen, die aber 1922/24 wieder verselbständigt wurde. Bei der Kärntner Gemeindestrukturreform von 1973 wurde durch Eingemeindung von St. Johann am Pressen, St. Martin am Silberberg, einem Großteil von Lölling und einem kleinen Teil von Guttaring die Großgemeinde Hüttenberg in ihrem heutigen Umfang geschaffen.
Zu Beginn des 19. Jahrhunderts hatten sich vier große Bergbauunternehmungen herausgebildet: Die Kompagnie Rauscher sowie die Gewerkenbetriebe Dickmann, Egger und Christallnig. Diese vier Gewerken schlossen sich 1869 zur „Hüttenberger Eisenwerks-Gesellschaft“ als Aktiengesellschaft zusammen.
Die Hochöfen in der Heft wurden 1901 und 1908 stillgelegt, da der Standort nicht mehr mit der verkehrsbegünstigten Obersteiermark und deren reicheren Erzlagern und Braunkohlevorkommen mithalten konnte. Der spätere Universitätsprofessor Heinz Meixner wirkte als Betriebsmineraloge in der Bergdirektion des weiter bestehenden Bergwerks. Seit der Schließung des Bergbaubetriebes 1978, der im Zweiten Weltkrieg seinen Höhepunkt erreichte, herrschen wirtschaftlicher Niedergang, Einwohnerverlust und eine damit einhergehende Überalterung der Bevölkerung. Unter anderem erfolgte die Abwanderung fast aller lang verwurzelten Gewerbebetriebe, die Schließung des Bahnhofs und die Aufgabe des Gleiskörpers.
Im Rahmen der Kärntner Landesausstellung 1995 unter dem Motto Grubenhunt & Ofensau wurde das Ortsbild umfassend revitalisiert.

### Bevölkerungsentwicklung
Der Bevölkerungsrückgang am Anfang des 20. Jahrhunderts fällt mit der Stilllegung der Hochöfen zusammen. Die Abnahme der Einwohnerzahl am Ende des 20. Jahrhunderts spiegelt sich in vielen ländlichen Gemeinden, die keine Nähe zu einer Stadt haben, ist in Hüttenberg aber besonders stark ausgeprägt. Zu einer kleinen negativen Geburtenbilanz kommt eine stark negative Wanderungsbilanz.

### Staatsbürgerschaft, Religion
Laut Volkszählung 2001 hat Hüttenberg 1.804 Einwohner, davon besitzen 98,3 % die österreichische Staatsbürgerschaft. 90,6 % der Bevölkerung bekennen sich zur römisch-katholischen und 2,7 % zur evangelischen Kirche, 5,7 % ist ohne religiöses Bekenntnis.

## Kultur und Sehenswürdigkeiten
Hüttenberg bietet viele historische Anknüpfungspunkte. Besonderheiten bieten unter anderem das Heinrich-Harrer-Museum, die historischen Hochöfen im Ortsteil Heft und ein Schaubergwerk im höher gelegenen Knappenberg. Die Gegend um Hüttenberg ist einer der berühmtesten Mineralienfundorte der Welt. Ein Mineral, der Löllingit, ist nach dem Ort Lölling in der Gemeinde Hüttenberg benannt. Die Bergkapelle Hüttenberg ist mit über 300 Jahren die älteste Kapelle Kärntens und ein wichtiger Kulturträger des Ortes.

### Bauwerke
- Pfarrkirche Hüttenberg, Pfarrkirche Hl. Nikolaus in Hüttenberg, urkundlich erstmals 1425 erwähnt, spätgotischer Bau, mehrfach erneuert, insbesondere nach Bränden im 18. und 19. Jahrhundert
- Pfarrkirche Lölling
- Barbarasiedlung (Knappenberg)
- Schloss Süßenstein
- Lingkor, ein tibetischer Pilgerpfad

### Museen
- Heinrich-Harrer-Museum

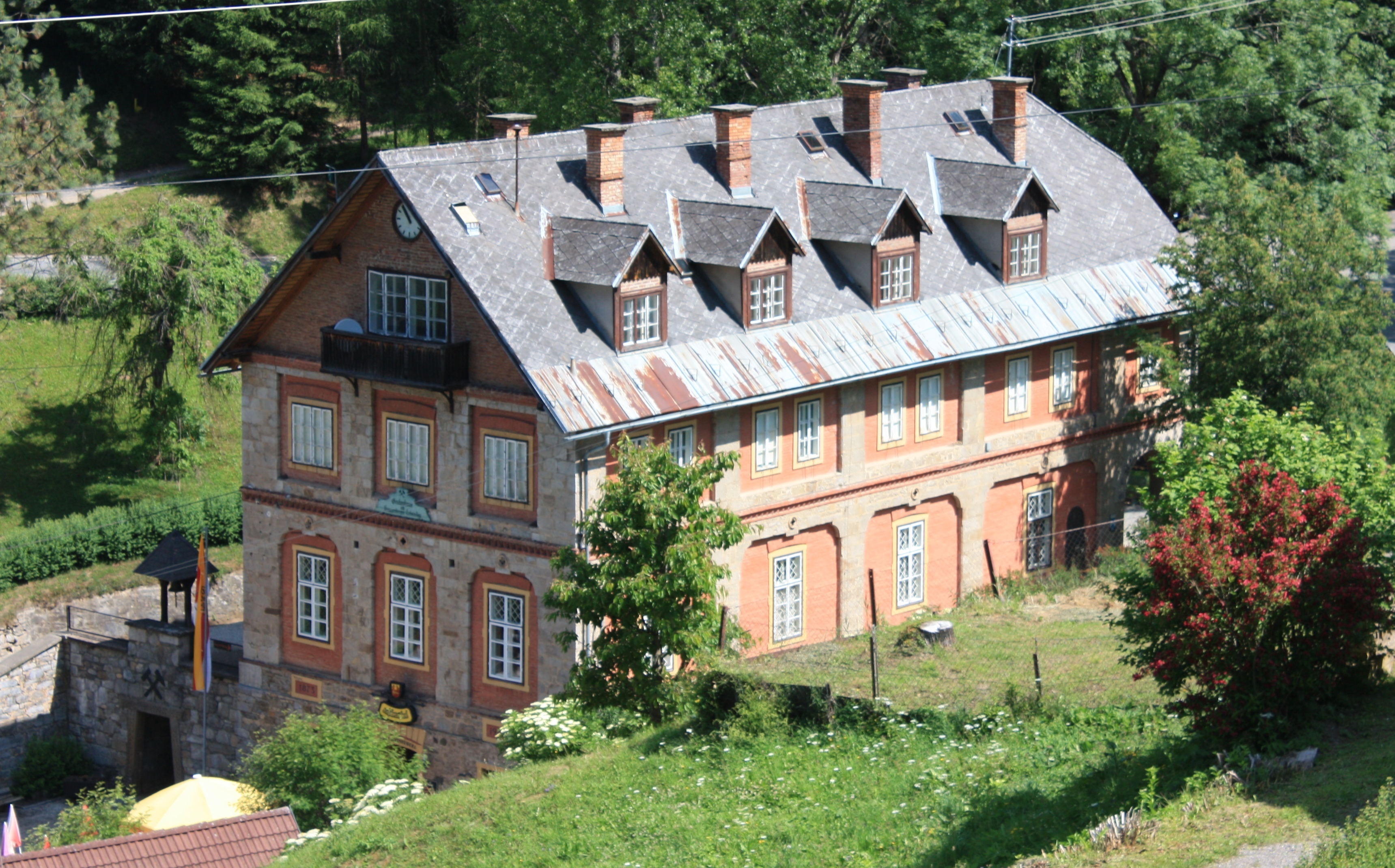
Bergbaumuseum in Knappenberg

- Puppenmuseum Helga Riedel in Knappenberg
- Schaubergwerk Knappenberg, Bergbaumuseum und Mineralienschau Knappenberg
- Grubenbahnmuseum Knappenberg
- Freilichtmuseum Heft
- Schmiede- und Schlossereimuseum Lölling

### Naturdenkmäler
- Hörfeld Moor

### Regelmäßige Veranstaltungen
- Hüttenberger Reiftanz, ein traditioneller Knappentanz, der alle drei Jahre aufgeführt wird.

## Politik

### Gemeinderat
Der Gemeinderat besteht aus 15 Mitgliedern.
- Nach der Gemeinderatswahl 2015 setzte er sich wie folgt zusammen: 9 FPÖ, 6 SPÖ.[3]
- Nach der Gemeinderatswahl 2021 setzt er sich wie folgt zusammen: 8 FPÖ, 6 SPÖ, 1 ÖVP.[4]

### Bürgermeister
Bürgermeister ist seit der Gemeinderatswahl 2009 Josef Ofner, der auch 2021 wiedergewählt wurde.

### Wappen
Dem Markt Hüttenberg wurde am 20. Juni 1492 durch Kaiser Friedrich III. ein Wappen verliehen. Dies fiel in die Zeit der Besetzung von Salzburger Besitzungen durch kaiserliche Truppen zwischen 1481 und 1494 während des „ungarischen Kriegs“; 1489 wurde das befestigte Hüttenberg erfolgreich gegen ungarische Truppen verteidigt. Womöglich aus diesem Anlass verlieh Friedrich dem Markt das Wappen, dem 1493 durch König Maximilian die Bestätigung von Privilegien und Wappen folgte. Der kaiserliche Anspruch auf das salzburgische Bergbaurevier und die Verteidigung gegen die Ungarn machen die Deutung als „redendes“ Wappen („Hüt´ den Berg“) plausibel.
Die Führung von Wappen und Fahne wurden der Marktgemeinde durch Bescheinigung bzw. Neuverleihung 1971 und 1973 bestätigt, wobei beim Wappen auf die Blasonierung von 1492 zurückgegriffen wurde.
Die amtliche Blasonierung des Wappens lautet: „In schwarzem Schild ein Eisenspatfelsen von natürlicher Farbe, der von Grund auf mit einer natürlich gefärbten Zinnenmauer umgeben ist; in deren Mittelteil wächst aus einem bezinnten Torturm mit geschlossenem goldenen Tor ein rotbekleideter Mann mit blondem Haar, der mit einem bloßen Schwert zum Schlage ausholt.“
Die Fahne ist Schwarz-Gelb-Rot mit eingearbeitetem Wappen.

## Persönlichkeiten

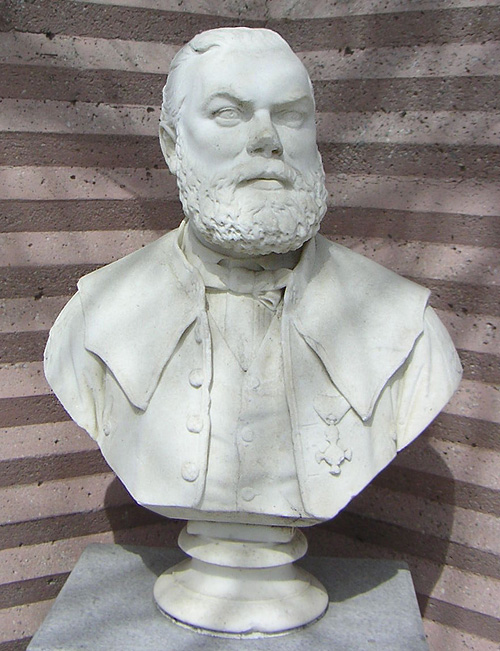
Denkmal von Friedrich Münichsdorfer im Ortskern

### Söhne und Töchter der Gemeinde
- Josef Anton Gugitz (1798–1872), Unternehmer und Politiker
- Viktor Waltl (1859–1928), Bergbauingenieur
- Fritz Preiß (1877–1940), Politiker, Landesrat in der Vorarlberger Landesregierung, geboren im Ortsteil Lichtegg
- Paula Wallisch (1893–1986), Politikerin und Widerstandskämpferin
- Jean Egger (1897–1934), Maler
- Dolores Viesèr (1904–2002), Schriftstellerin und Erzählerin
- Hans Leb (1909–1961), Lyriker, Maler, Grafiker, im Brotberuf Architekt, geboren im Ortsteil Knappenberg
- Kilian Schauß (1909–1942), Bäcker und Holzarbeiter, Widerstandskämpfer, ermordet im Strafgefängnis Berlin-Plötzensee[7]
- Heinrich Harrer (1912–2006), Forschungsreisender, gebürtig im Ortsteil Knappenberg
- Johannes Gradenegger (1932–2009), Politiker (SPÖ)
- Gudrun Perko (* 1962), Philosophin, Sozialarbeiterin, Publizistin und Professorin für Sozialwissenschaften

### Mit der Gemeinde verbundene Persönlichkeiten
- Friedrich Münichsdorfer (1828–1874), Bergverwalter und Historiker
- Josef Ofner (* 1979), Bürgermeister von Hüttenberg, Abgeordneter zum Kärntner Landtag und Mitglied des Bundesrats